# Percolatea
Percolatea es un grupo de protistas del filo Percolozoa que durante su ciclo de vida alternan entre etapas de flagelados y quistes. Son organismos exclusivamente marinos, al contrario que los otros órdenes con los que están relacionados, que viven en agua dulce y suelo. El origen de este grupo podría deberse a la transición desde hábitas dulceícolas a marinos. Comprende dos órdenes, cuyos únicos representantes son Percolomonas y Stephanopogon. En estos géneros la etapa de ameba no se ha observado, por lo que puede haberse perdido secundariamente.